# Мурманськ-БН

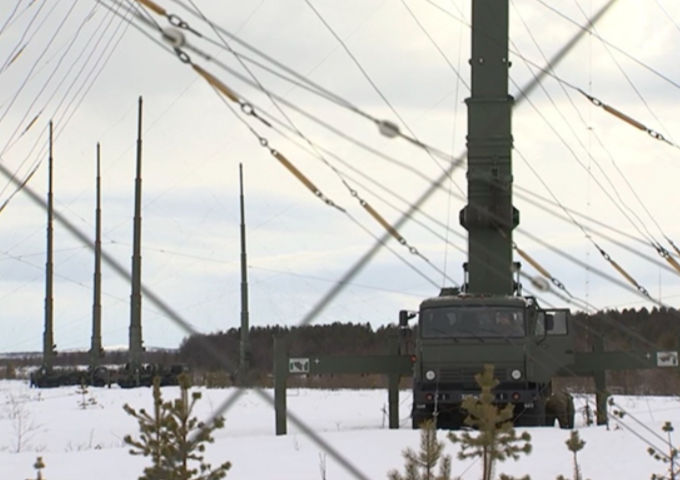
Комплекс РЕБ Мурманськ-БН на навчаннях Північного флоту

Мурманськ-БН — короткохвильовий береговий комплекс радіоелектронної боротьби. Комплекс веде радіорозвідку, перехоплення сигналів противника та їх придушення по всьому короткохвильовому діапазоні на дальностях до 5000 км. Надходження комплексу до військ (Північний флот) — грудень 2014 року.
Комплекс змонтований на семи автомобілях КАМАЗ. Антенний комплекс монтується на чотирьох телескопічних опорах заввишки 32 метри. Нормативний час розгортання 72 години. Комплекс здатний виявляти та пеленгувати типові засоби короткохвильового (КВ) радіозв'язку та створювати перешкоди лініям КВ радіозв'язку в оперативно-стратегічних та оперативно-тактичних ланках управління супротивника.
У 2017 році комплекс надійшов до Криму на озброєння центру радіоелектронної боротьби (РЕБ) Чорноморського флоту.
Наприкінці 2018 року комплекс «Мурманськ-БН» надійшов на озброєння до 841-го окремого центру РЕБ Балтійського флоту в Калінінградській області.

## Оператори
- Росія[6]